# Unione Sportiva Gonzaga 1925-1926
Questa pagina raccoglie le informazioni riguardanti l 'Unione Sportiva Gonzaga nelle competizioni ufficiali della stagione 1925-1926.

## Rosa
| N. |                   | Ruolo | Calciatore       |
| -- | ----------------- | ----- | ---------------- |
|    | Italia (bandiera) | A     | Azzoni           |
|    | Italia (bandiera) | C     | Dino Bianchini   |
|    | Italia (bandiera) | C     | Cappa            |
|    | Italia (bandiera) | C     | Carnevali        |
|    | Italia (bandiera) | A     | Ferraris         |
|    | Italia (bandiera) | D     | Fulghieri        |
|    | Italia (bandiera) | A     | Adelmo Gualtieri |

| N. |                   | Ruolo | Calciatore       |
| -- | ----------------- | ----- | ---------------- |
|    | Italia (bandiera) | C     | Negri            |
|    | Italia (bandiera) | D     | Rodolfi          |
|    | Italia (bandiera) | C     | Salvaterra       |
|    | Italia (bandiera) | P     | Setti (I)        |
|    | Italia (bandiera) | D     | Bruno Setti (II) |
|    | Italia (bandiera) | D     | Enrico Stanzani  |
|    | Italia (bandiera) | P     | Tondelli         |